# (Don't Fear) The Reaper
(Don't Fear) The Reaper est une chanson du groupe rock Blue Öyster Cult extrait de l'album Agents of Fortune paru en 1976. Elle a été écrite et chantée par le guitariste principal du groupe, Buck Dharma, produite par David Lucas, et est construite autour d'un riff de guitare de Buck Dharma qui introduit la chanson et continue tout au long. La version édit du single fut le plus gros succès de Blue Öyster Cult aux États-Unis, atteignant la 12e place dans les charts américains en novembre 1976, au Royaume-Uni, elle se classa à la 16e position. La chanson reste un classique des playlists de radio rock.
En 1997, le magazine Mojo classe (Don't Fear) The Reaper à la 80e place des 100 meilleurs singles de tous les temps  (100 Greatest Singles of All Time). Le magazine Rolling Stone a élu le titre meilleur single rock de l'année 1976, en 2004, le titre a été classé 397e du classement "Les 500 plus grandes chansons de tous les temps selon Rolling Stone" et classé 55e meilleure chanson hard rock de tous les temps par VH1 en 2009.
Une partie du succès de la chanson réside dans sa sonorité avec les thèmes archétypiques. The Reaper est une référence à la grande faucheuse, symbole traditionnel de la mort dans le folklore européen.
La version courte du single de la chanson coupe le solo de guitare entre 2 min 30 s - 3 min 25 s.
En 2001, la version remasterisée de l'album Agents of Fortune inclut la démo originale 4 pistes de (Don't Fear) The Reaper. La durée de la version de 2002 sur l'album live A Long Day's Night est de 8 minutes 14 secondes.

## Reprises
- Goo Goo Dolls - Goo Goo Dolls (1987)
- J. G. Thirlwell & Lydia Lunch - Don't Fear the Reaper (1991)
- Apollo 440 - Millennium Fever (1994)
- The Mutton Birds - Face-B du single She's Been Talking pour la bande son du film Fantômes contre fantômes (1996).
- Gus Black (en) - Pour la bande son du film Scream (1996).
- HIM - Greatest Lovesongs, Vol. 666 (1997).
- Tenacious D - The Complete Master Works (2003).
- The Beautiful South - Golddiggas, Headnodders and Pholk Songs (2004).
- Heaven 17 - Before After (2005).
- Caesars - Six Feet Under, Vol. 2: Everything Ends (2005).
- La Pistola - No Tema El Reaper (2007).
- Candlemass - Don't Fear the Reaper (2010).
- Hayseed Dixie - Hair Down To My Grass (2015).
- Keep Shelly In Athens - (Don't Fear) The Reaper (2019).
- Ninja Sex Party in their Under The Cover III album - Don't fear the Reaper (2019).
- Qntal - Don't Fear the Reaper (2022)
- selfish cowboy - Don't Fear the Reaper (2024)

## Utilisation dans les médias

### Télévision
- La chanson a été utilisée dans un célèbre sketch du Saturday Night Live, dans lequel Will Ferrell accompagne le groupe en jouant du cencerro (en anglais cowbell), hors du rythme et au détriment des autres membres, gênés par son expansivité. Il est encouragé en cela par un certain Bruce Dickinson (joué par Christopher Walken), qui joue le producteur du groupe et s'exclame : « I've got a fever, and the only prescription is more cowbell » (« J'ai de la fièvre, et le seul remède serait plus de cencerro »), phrase devenue culte. Le Bruce Dikinson en question, responsable de la ré-édition 2001 de plusieurs disques du Blue Öyster Cult, est un homonyme du chanteur du groupe de heavy metal Iron Maiden, Bruce Dickinson, mais n'a aucun lien avec lui.
- 1994 : Le Fléau - Saison 1 Épisode 1 (La Peste) - Thème de l'épisode.
- 2001 : Les Simpson - Saison 13 Épisode 2 (Les parents trinquent).
- 2002 : Six Feet Under - Saison 2 Épisode 8 (Les Obsèques du Père Noël) - À la fin de l'épisode, Nate s'éloigne sur une moto avec cette chanson comme fond sonore.
- 2003 : Smallville - Saison 2 Épisode 19 (Chevalier servant) - Reprise de la chanson interprétée par Gus Black à la fin de l'épisode.
- 2004 : Veronica Mars - Saison 1 Épisode 1 (Mars investigation) - Scène du barbecue entre Veronica et son père.
- 2005 : Les Simpson - Saison 16 Épisode 16 (Une grosse tuile pour un toit) (Don't Fear The Roofer en VO).
- 2006 : Supernatural - Saison 1 Épisode 12 (Magie Noire) - L'élément surnaturel de cet épisode est une Faucheuse ((en) Reaper, en fait un psychopompe et non pas la Mort elle-même).
- 2007 : Prison Break - Saison 3 Épisode 8 (Plus dure sera la chute) - Reprise du groupe espagnol La Pistola - No Tema El Reaper.
- 2008 : True Blood - Saison 1 Épisode 4 (Qui s'y frotte s'y pique) - La musique est diffusée en fond sonore dans le club Fangtasia.
- 2008 : Earl - Saison 4 Épisode 4 (L'Oreille cassée) - La chanson est jouée pendant que Earl contemple un vieil homme qui attend la mort.
- 2009 : Scrubs - Saison 8 Épisode 8 (Mon grand saut) - Chanson chantée a cappella par Ted et son groupe.
- 2010 : Médium - Saison 6 Épisode 17 (À travers ses yeux (1re partie)).
- 2013 : The Cleveland Show - Saison 4 Épisode 19 (Comme un homme) - Chanson diffusée lorsque Cleveland et sa bande assistent à chaque enterrement.
- 2014 : Marvel : Les Agents du SHIELD - Saison 1 Épisode 17 (Le Retour de l'HYDRA) - Au tout début de l'épisode.
- 2014 : Orange Is the New Black - Saison 2 Épisode 13 (C'est comme ça qu'on est Poli) - Scène de fin et générique.
- 2015 : Constantine - Saison 1 Épisode 10 (Qui pro Quo en VO) - Quand on voit Chas dans sa voiture au début de l'épisode puis dans le bar.
- 2017 : iZombie - Saison 3 Episode 9 (Dé à 20 vingt faces) -  Scène de fin.
- 2018 : Ash vs. Evil Dead - Saison 3 Épisode 7 (Valse macabre) - Scène de fin et générique.
- 2020 : The Stand - Le fléau - Saison 1 Épisode 5 ( New Vegas Parano) - Scène de fin et générique
- 2021 : Chucky - Saison  Épisode 3 (I Like To Be Hugged) - Berceuse chantée par Lexy à sa petite sœur.
- 2022 : 1899 - Saison 1 Épisode 4 (L'Affrontement) - Scène de fin et générique.

### Cinéma
- 1978 - Halloween - Les deux héroïnes écoutent cette chanson sur l'autoradio de leur voiture.
- 1984 - Les Griffes de la nuit (The Stoned Age).
- 1996 - Scream.
- 1997 - Fantômes contre fantômes - Générique de fin, reprise de The Mutton Birds.
- 2007 - Halloween - Diffusée à la radio allumée par Lynda.
- 2009 - Bienvenue à Zombieland.
- 2014 - Gone Girl.
- 2019 - Sang froid.
- 2020 - Enragé - Scène de fin et générique, reprise de Keep Shelly In Athens.
- 2021 - Fear Street, partie 2 : 1978 - Pendant le repas.
- 2022 - X - Audible en fond dans la voiture pendant la scène du meurtre du cameraman.
- 2022 - Halloween Ends - Générique de fin.
- 2024 - The Iron Claw (à 17 minutes de film avant une soirée catch)

### Jeux vidéo
- 1996 : Ripper - Chanson jouée dans le générique de début et dans la bande-annonce.
- 2006 : Prey - Chanson jouée sur le juke-box dans le premier niveau du jeu.
- 2006 : Guild Wars Nightfall - Mise à niveau d'un objet intitulé Don't Fear the Reaper.
- 2008 : Rock Band - Chanson jouable dans le jeu.
- 2020 : Cyberpunk 2077 - L'une des quêtes finales s'intitule (Don't fear) The Reaper.
- 2021 : Returnal - À la radio pendant l'accident de voiture. Ecoutable sur un 45-tour dans une scène de la maison. Utilisée mais modifiée pendant les biomes 4 et 5 ainsi que contre le boss Hyperion jouée à l'orgue[5].
- 2021 : Les Gardiens de la Galaxie - Radio.